# Pan Chengdong
Pan Chengdong (em chinês:  潘承洞; Pinyin: Pān Chéngdòng; 26 de maio de 1934 — 27 de dezembro de 1997) foi um matemático chinês.
Contribuiu com a teoria dos números, incluindo a conjectura de Goldbach. Foi reitor da Universidade de Xantum, de 1986 a 1997.